# Beesten
Beesten ist eine Gemeinde im südlichen Landkreis Emsland und gehört zur Samtgemeinde Freren.

## Geografie
Die Gemeinde Beesten liegt im südlichen Emsland an der Großen Aa, etwa 16 Kilometer südöstlich von Lingen und 23 Kilometer nordwestlich von Ibbenbüren.
Nachbargemeinden sind Freren im Nordosten, Schapen im Südosten, Lünne im Süden und Westen sowie Messingen im Nordosten.

### Wetterereignisse
Beesten wurde am 22. September 1957 von einem F2-Tornado heimgesucht. Bei 20 Häusern wurden die Dächer abgedeckt. Am 28. September 2019 zog ein F1-Tornado durch die Bauerschaft Wilsten und richtete dort Schäden an Bäumen und einem Schweinestall an.

## Geschichte
Beesten gehörte im Mittelalter zur Grafschaft Tecklenburg. Nach der Niederlage der Tecklenburger Grafen im Schmalkaldischen Krieg wurde Beesten 1548 ein Teil der Grafschaft Lingen. Unter König Friedrich I. wurde Beesten 1702 ein Teil von Preußen.  Nach französischer Besatzungszeit unter Napoleon gelangte Beesten 1815 an das Königreich Hannover.

### Namensherleitung und Ortsgeschichte
Der Ortschaft Beesten waren die Bauerschaften Schardingen und Talge-Wilsten angegliedert. Als älteste Höfe in Beesten gelten der Schultenhof in Wilsten, Beestermöller in Schardingen (früher Beester Möller: Besitzer einer Wassermühle), Meyer, Burrichter und Hamann. Eine Scheune des Bauern Hamann hieß in früherer Zeit Tennschüre (Zehntscheune). Hier mussten die Eigenhörigen ihre Abgaben (den Zehnten) entrichten.
Beesten (alt: Biastun, später Bestene). Die Namensherleitung ist nicht geklärt. Die erste urkundliche Erwähnung erfolgte im Jahre 890 im Heberegister des Klosters Werden. Der Ort gehörte damals zum Venkigau. Unter anderem lieferte Waldric 24 Scheffel Korn und 18 Denare, später Daghvelp 24 Scheffel Korn, den vollen Heerschilling und ein Quartier. Beesten hatte unter dem häufigen Wechsel der Herrschaft in der Grafschaft Lingen besonders zu leiden. Nach dem Dreißigjährigen Krieg befand sich die Grafschaft Lingen für etliche Jahre unter holländischer/oranischer Herrschaft. So wurde 1800 der Unterricht in der Schule in niederländischer Sprache erteilt. Erst zwischen 1850 und 1860 wurde der Gebrauch des Niederländischen unüblich und die niederländischen Schulbücher wurden durch deutsche ersetzt.
Aus Beesten kamen auch einige Tödden. Die Tödden waren Wanderkaufleute und Hausierer, die sich nach dem Dreißigjährigen Krieg mit der Blütezeit im 18. Jahrhundert aus Hollandgängern entwickelten und ihre Waren zunächst in den Niederlanden, später auch in den nordischen und baltischen Ländern anboten. Der Töddenhandel brachte den Heimatgemeinden einigen Wohlstand, was heute noch die Töddenhäuser mit ihren häufig aufwendig gestalteten Giebeln bezeugen. So steht im Ortskern von Beesten noch ein altes Töddenhaus. Von den Tödden sind die normalen Hollandgänger zu unterscheiden, die sich in großer Zahl in den Niederlanden als Grasmäher, Torfstecher und Landarbeiter verdingten. Der Höhepunkt des Hollandgangs war in der zweiten Hälfte des 18. Jahrhunderts.
Schardingen. Das Bestimmungswort hat die Bedeutung haarig, fellig, kratzend, rau; aus indogerm. -skar, -sker, über indogerm. -skars, vgl. germ. skarzon, mhd. scherren, ahd. scerran, altsächs. skerran; es benennt einen Ort der Verehrung einer Göttin oder Heros in einer Tiergestalt und verweist somit auf einen Kultplatz. Beispiel: Scharrel, Scharbeutz, Schortens. Das Grundwort -ingen ist eine Ortsnamenendung vorgeschichtlichen Ursprungs und geht auf eine siedelnde Sippe oder ganz allgemein auf eine Ansiedlung zurück.
Bei Talge-Wilsten, Wilsten (alt: Willeshadi, Willeshedi 1000; nach 1200 Willsetthen und Willsethen) handelt es sich um eine Ableitung von dem Eigennamen Willo. Talge (alt: Tallage 1231). Wilsten wird um 1000 erstmals im Werdener Urbar als Teil des Venkigaus genannt.

### Ausgliederungen
Am 1. März 1974 wurde ein Gebiet mit damals etwa 100 Einwohnern an die Nachbargemeinde Lünne abgetreten.

### Einwohnerentwicklung
Bei der Analyse der Einwohnerzahlen fällt eine starke Abnahme der Bevölkerung von 1800 bis 1900 auf. Diese Abnahme ist durch eine große Auswanderungswelle nach Amerika verursacht.
|               | 1794  | 1800  | 1830  | 1880 | 1900 | 1925 | 1933 | 1939 | 1950 | 2005  | 2015  |
| ------------- | ----- | ----- | ----- | ---- | ---- | ---- | ---- | ---- | ---- | ----- | ----- |
| Beesten       | k. A. | k. A. | k. A. | 744  | 720  | 910  | 948  | 1118 | 1310 | k. A. | k. A. |
| Talge-Wilsten | k. A. | k. A. | k. A. | 305  | 313  | 384  | 379  | 556  | 603  | k. A. | k. A. |
| gesamt        | 1145  | 1700  | 1300  | 1049 | 1033 | 1294 | 1327 | 1647 | 1913 | 1695  | 1584  |

## Politik

### Gemeinderat
Dem Gemeinderat gehören 11 Ratsfrauen und -herren an. Die Ratsmitglieder werden durch eine Kommunalwahl für jeweils fünf Jahre gewählt. Die aktuelle Amtszeit begann am 1. November 2021 und endet am 31. Oktober 2026.
| Partei                                                   | 2021 |    | 2016 | 2011 |
| -------------------------------------------------------- | ---- | -- | ---- | ---- |
| CDU                                                      | 9    | 10 | 10   |      |
| FDP                                                      | 1    | –  | –    |      |
| SPD                                                      | 1    | –  | –    |      |
| Einzel                                                   | 0    | 1  | 1    |      |
| _________________ Einzelbewerber 2011–2021: Horst Schlei |      |    |      |      |

### Bürgermeister
Im November 2011 wurde Werner Achteresch zum Nachfolger von Hubert Meiners gewählt. Meiners hatte das Amt 15 Jahre bekleidet. Achteresch wurde bei der Kommunalwahl am 11. September 2016 im Amt bestätigt. Seine Stellvertreter sind Tobias Schnier (CDU) und Ludger Garmann (CDU).

#### Bürgermeister der Gemeinde Beesten
In der seit 1965 bestehenden Gemeinde Beesten waren folgende Personen Bürgermeister:
- seit 2011 Werner Achteresch (CDU)
- 1996–2011 Hubert Meiners (CDU)
- 1980–1996 Karl Pengemann
- 1965–1980 Ewald Beestemöller

#### Bürgermeister der ehemaligen Gemeinde Beesten-Schardingen
- 1964–1965 Ewald Beestemöller
- 1960–1964 Heinrich Veer
- 1948–1960 August Pengemann
- 1945–1948 Andreas Garmann
- 1938–1945 Gregor Surmann
- 1920–1938 Heinrich Schartmann
- 1908–1920 Heinrich Weemeyer
- 1901–1908 Hermann Kampel
- 1895–1901 Hermann Surmann
- 1889–1895 Hermann Kampel

#### Bürgermeister der ehemaligen Gemeinde Talge-Wilsten
- 1952–1965 Georg Meiners
- 1946–1952 Franz Krone
- 1933–1946 Bernhard Bunge
- 1921–1933 August Herbers
- 1908–1921 Georg Meiners

### Wappen
Blasonierung: „In Gold ein Sparren, von dessen unterem Rand vier gitterweise gelegte rote Schrägbalken, zwei rechte und zwei linke, zu den Seiten des Schildes gehen, im rechten Obereck ein sechsspeichiges, rotes Rad.“

## Kirche St. Servatius

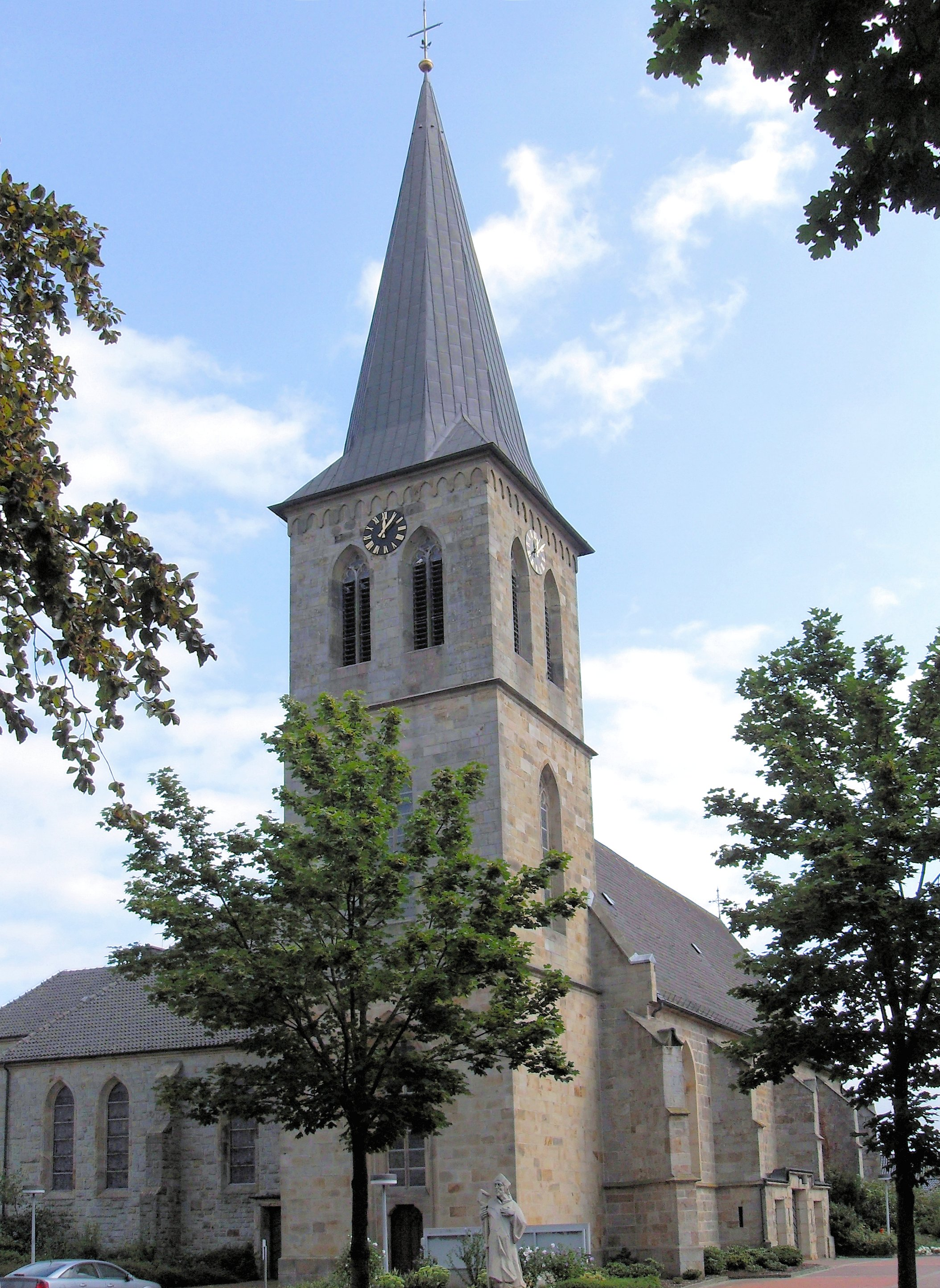
Südwestseite der Kirche

Das Kirchspiel Beesten wurde um 1200 nach der Vereinigung des Ortes Beesten und der Bauerschaften Schardingen und Talge-Wilsten gebildet. Die anfangs kleine romanische Kirche in Ost-West-Ausrichtung wurde nach einer Gotisierung vor 1500 in der ersten Hälfte des 16. Jahrhunderts in Ost- und Südrichtung erheblich vergrößert. Davon zeugen heute noch zwei Sterngewölbe, ein Chor mit polygonalem Gewölbe und gotische Fenster mit Fischblasenmaßwerk.
Nach einer zeitweiligen Schließung der dem Heiligen Servatius geweihten Kirche (Verbot der Ausübung der katholischen Religion auf dem Gebiet der Grafschaft Lingen ab 1674) übernahmen reformierte Bewohner das Kirchengebäude. Ab 1825 durften die Katholiken die Kirche wieder mitbenutzen. Während der bis 1857 andauernden Simultanzeit wurde der Hochaltar im Empirestil gefertigt. Er birgt Reliquien des Heiligen Simplicius und der Gefährten der Heiligen Ursula.
Da die weiter wachsende, fast ausschließlich katholische Bevölkerung in der kleinen Kirche kaum noch Platz hatte, wurde im Jahre 1874 der alte Turm aus dem Mittelalter abgerissen, die Kirche durch ein weiteres Gewölbe in Westrichtung erweitert und ein neuer 50 m hoher Kirchturm errichtet. In den 1930er Jahren musste die Kirche ein weiteres Mal vergrößert werden: An der durchbrochenen Nordwand wurden ein weiterer Chor und zwei Sakristeibauten angebaut.

## Verkehr
Westlich der Gemeinde verläuft die Bundesstraße 70 und nördlich, durch Freren und Thuine, die Bundesstraße 214.
Sieben Kilometer südlich befindet sich die Anschlussstelle Rheine-Nord an der A 30. In Rheine und in Lingen befinden sich auch die nächsten Bahnhöfe. Bis 1969 hatte Beesten auch eine eigene Station an der inzwischen stillgelegten Bahnlinie Rheine–Quakenbrück. Das alte Bahnhofsgebäude besteht noch. Nächster Flughafen ist der ca. 65 km entfernte Flughafen Münster/Osnabrück.
Für den ÖPNV ist die Verkehrsgemeinschaft Emsland Süd zuständig. Beesten ist durch eine Buslinie mit Lingen verbunden. Eine weitere Linie fährt über Schapen und Spelle nach Rheine Bahnhof.

## Wirtschaft
Die größten Betriebe mit Firmensitz Beesten, gemessen an Mitarbeiterzahl und Umsatz, sind:
| Name                                                     | Mitarbeiter | Umsatzerlöse |
| -------------------------------------------------------- | ----------- | ------------ |
| Landtechnik und Maschinenbau Schüring GmbH               | 208         | 12.784.525 € |
| DP Supply GmbH                                           | 101         | 13.320.967 € |
| Wilhelm Meese Internationale Spedition und Logistik GmbH | 089         | 06.598.648 € |
| EPS BHKW GmbH                                            | 086         | 43.404.858 € |
| Metalltechnik Wesenberg GmbH                             | 041         | 02.009.153 € |
| Spieß Rohrleitungsbau GmbH                               | 030         | unbekannt    |
| Viehzentrale Beesten-Meppen-Lathen e.G.                  | 022         | 96.805.102 € |
| Bauunternehmung Matthias Kottmann                        | 020         | unbekannt    |
| Gärtnerei Detlef Garmann                                 | 019         | unbekannt    |
| Corman GmbH                                              | 012         | 67.651.132 € |